# Benignus Wanat
Benignus Wanat, właściwie Józef Wanat (ur. 17 marca 1934 w Frydrychowicach  – zm. 9 kwietnia 2013 w Krakowie ) – karmelita bosy, prowincjał, profesor nauk teologicznych, historyk sztuki, archiwista, pisarz. 
Urodzony w rodzinie chłopskiej. Po ukończeniu Niższego Seminarium Duchownego w Wadowicach wstąpił do nowicjatu ojców karmelitów w Czernej, otrzymując imię Benignus od Chrystusa Króla. W maju 1959 r. przyjął świecenie kapłańskie z rąk biskupa Karola Wojtyły. W 1969 r. ukończył dodatkowe studia na Wydziale Filozoficzno-Historycznym Uniwersytetu Jagiellońskiego, uzyskując stopień magistra historii. Ukończył też kursy archiwisty na Katolickim Uniwersytecie Lubelskim. W zakonie pełnił wiele odpowiedzialnych funkcji, w tym przełożonego w Wyższym Seminarium Karmelitów Bosych w Krakowie (1966–1969, 1975–1984) oraz superiora klasztorów w Czernej i Lublinie. W latach 1984-87 oraz 1990-1993 był prowincjałem prowincji polskiej, a w latach 1993-1996 pierwszym prowincjałem krakowskiej prowincji. Pełniąc te urzędu, przyczynił się do koronacji obrazu Matki Bożej Szkaplerznej w Czernej oraz do renowacji kultu św. Józefa w Krakowie. Przyczynił się również do powrotu polskich karmelitów bosych na Ukrainę i Białoruś oraz do pojęcia posługi duszpasterskiej w Rosji. Szczególną troską otaczał klasztor karmelitów bosych w Berdyczowie. Przez 52 lata (do 2011 r.) był też archiwistą prowincji krakowskiej. 
Pomimo tych obowiązków o. Benignus Wanat prowadził intensywną pracę naukową i pisarska. W 1982 r. doktoryzował się w Papieskiej Akademii Teologicznej w Krakowie na podstawie rozprawy Kult świętego Józefa Oblubieńca Najświętszej Maryi Panny u karmelitów bosych w Krakowie, którą przygotował pod kierunkiem ks. prof. Bolesława Przybyszewskiego. W 1984 r. w tej samej uczelni habilitował się na podstawie rozprawy Zakon karmelitów bosych w Polsce. Klasztory karmelitów i karmelitanek bosych 1605–1975. Z uczelnią tą związał się jako wykładowca historii nowożytnej. W 1993 r. otrzymał stanowisko docenta na Wydziale Historii Kościoła, a w 2000 r. tytuł profesora nauk teologicznych. Opracował i wydał drukiem ponad 150 prac naukowych oraz artykułów z zakresu historii i archiwistyki. Pracę tę kontynuował także po przejściu na emeryturę. 19 marca 2007 został odznaczonym przez Prezydenta Rzeczypospolitej Złotym Krzyżem Zasługi. Pochowany został na cmentarzu Białoprądnickim w Krakowie. Jego pogrzeb prowadził kardynał Franciszek Macharski. 